# 路易斯·蘇亞雷斯·米拉蒙特斯
路易斯·苏亚雷斯·米拉蒙特斯（西班牙語：Luis Suárez Miramontes，1935年5月2日—2023年7月9日）被认为是西班牙历史上最伟大的球员之一。在1960年代，他以诡异的传球和大力射门闻名，并成为了迄今为止唯一一名当选欧洲足球先生的出生于西班牙的球员。

## 征战西班牙
受其父影响，苏亚雷斯自自幼就喜欢足球。10岁时加入家乡的圣·托马斯队，13岁加盟赫库尔斯队。1949年，14岁的苏亚雷斯进入了拉科鲁尼亚青年队。4年后，年仅18岁的他就在西班牙联赛中代表拉科鲁尼亚一队登场，他的队友包括了阿塞尼奥·伊格莱西亚斯和帕伊尼奥——前者后来成为“超级拉科”的缔造者之一，而后者则两次获得西班牙联赛最佳射手。但他的第一场比赛并不是完美，球队以1:6惨败给巴塞罗那。苏亚雷斯在拉科鲁尼亚一队唯一一个赛季共出场17 次，打进3粒进球。随后，他表现出的天赋就被巴塞罗那看中并把他带走。
然而在巴塞罗那的第一个赛季，他更多地是为巴塞罗那的二队踢球。从1955年开始，苏亚雷斯成为了巴塞罗那的主力，在埃勒尼奥的带领下与库巴拉、柯奇士等巨星同场竞技。1959年和1960年，巴塞罗那两次称为了双冠王，而苏亚雷斯则在1960年当选欧洲足球先生。他在巴塞罗那的最后一场比赛是1961年欧洲冠军杯的决赛，很遗憾，巴塞罗那2:3败给了本菲卡。

## 转战意大利
1961年，苏亚雷斯以当时全世界最高的14.2万英镑的身价跟随恩师埃勒尼奥加盟国际米兰。1960年代恰是“大国际米兰”时代，迅速融入球队并成为主力的苏亚雷斯在1961年至1970年间328次登场，打进55个入球。国际米兰在这10年间三夺意甲联赛冠军，两次成为欧洲冠军并两次夺得洲际杯（丰田杯的前身）。
1973年，在桑普多利亚度过了职业生涯的最后三个赛季后，苏亚雷斯宣布退役。

## 国家队生涯
苏亚雷斯在西班牙国家队的表现同样毫不逊色。1957年12月6日他第一次代表西班牙国家队出场面对荷兰，比分和他第一次在俱乐部出场一样是6:1，但这次的胜利者是苏亚雷斯所在的西班牙队。1962年和1966年苏亚雷斯两度参加了世界杯，而他国家队生涯最大的亮点是1964年与赫斯普·福斯特、阿曼西奥·阿玛罗、何塞·安赫尔·伊利巴、赫苏斯·玛利亚·佩雷达等人一起成为了欧洲冠军。在2008年和2010年连续夺得欧洲冠军和世界冠军之前，这是西班牙队唯一一次得到的洲际大赛冠军。

## 教练
退役后苏亚雷斯成为了一名教练。他曾在多家俱乐部从事教练工作，三次执教国际米兰，并在1978/1979赛季重返拉科鲁尼亚，但没能把当时沦落乙级联赛的拉科带出泥潭。此后他又执教过西班牙U21国家队和西班牙国家队，在1990年率领西班牙国家队征战世界杯打入16强。